# Scelolyperus loripes
Scelolyperus loripes är en skalbaggsart som beskrevs av Horn 1893. Scelolyperus loripes ingår i släktet Scelolyperus och familjen bladbaggar. Inga underarter finns listade i Catalogue of Life.